# Koningsstraat (Leeuwarden)
De Koningsstraat is een vrij smalle straat in het centrum van Leeuwarden in de provincie Friesland. De Koningsstraat loopt vanaf de Turfmarkt tot aan de Voorstreek met daarachter een gracht. De straat is ongeveer 60 meter lang. 
In het Eysingahuis aan de Koningsstraat 1 (hoek Turfmarkt tegenover de Kanselarij) was van 1881 tot 2012 het Fries Museum gevestigd.

## Monumenten
Aan de Koningsstraat liggen een paar rijksmonumentale panden.

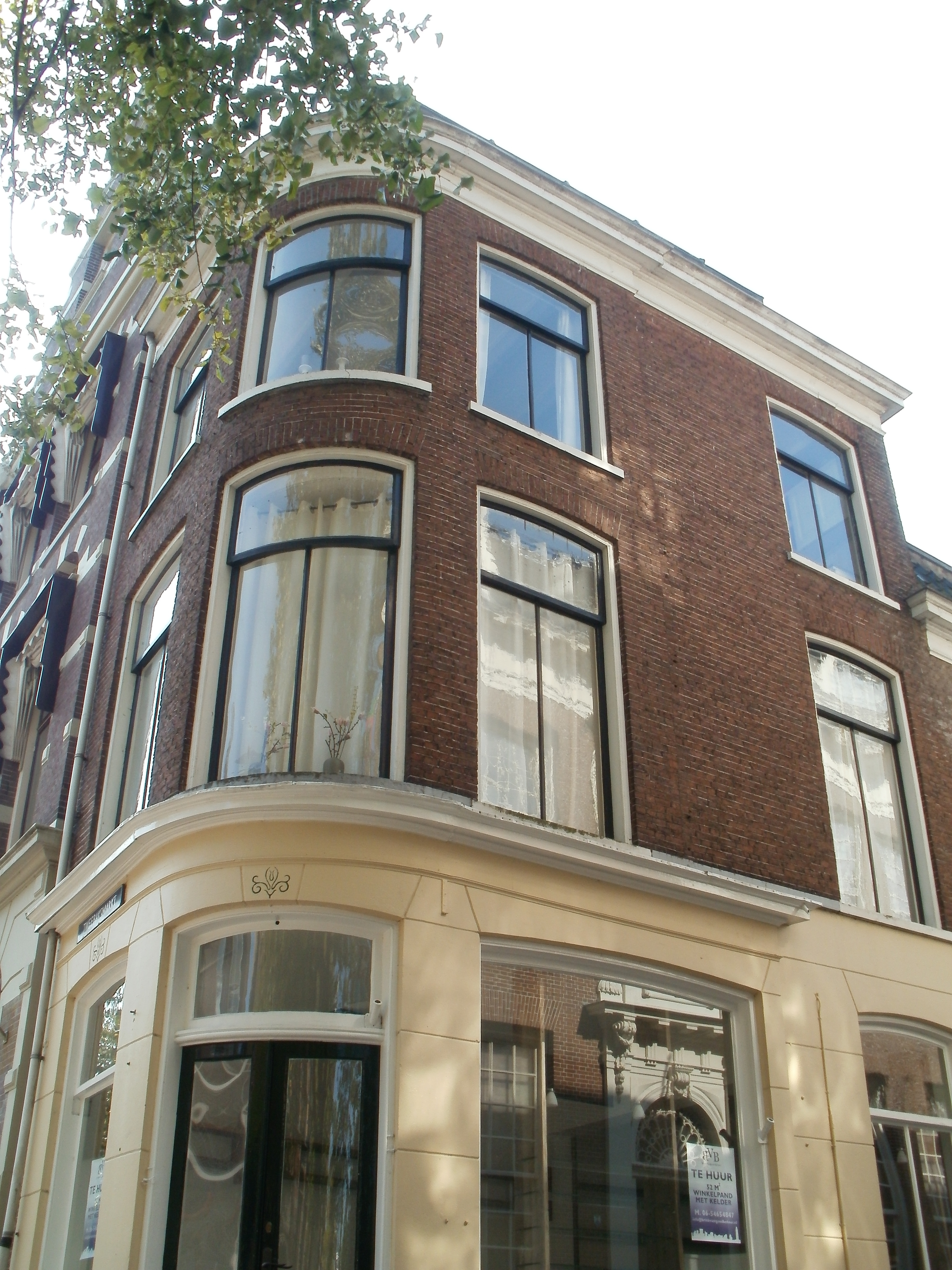
Koningsstraat 10
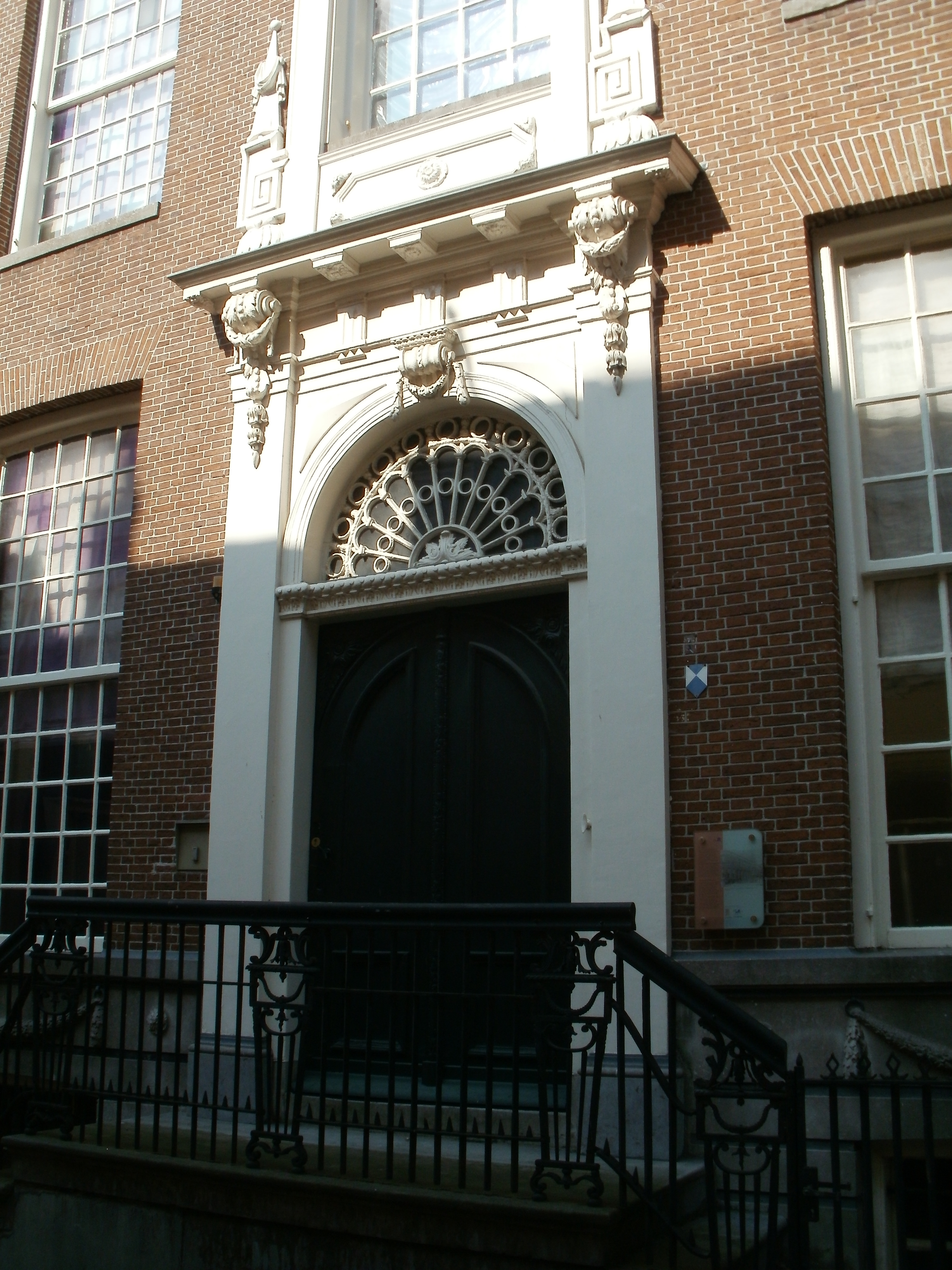
Eysingahuis aan Koningsstraat 1